# Orientacja autopsychiczna
Orientacja autopsychiczna – orientacja (świadomość) co do własnej osoby, własnych stanów psychicznych itp. Orientacja autopsychiczna zostaje zaburzona w niektórych stanach psychopatologicznych.
Określenie orientacji autopsychicznej należy do podstawowych parametrów badanych w trakcie badania psychiatrycznego. Badany najczęściej odpowiada na pytania: jak się nazywa?, ile ma lat?